# Oligodon waandersi
Oligodon waandersi este o specie de șerpi din genul Oligodon, familia Colubridae, descrisă de Bleeker 1860. Conform Catalogue of Life specia Oligodon waandersi nu are subspecii cunoscute.